# Smilax indosinica
Smilax indosinica är en enhjärtbladig växtart som beskrevs av Tetsuo Michael Koyama. Smilax indosinica ingår i släktet Smilax och familjen Smilacaceae.
Artens utbredningsområde är Thailand. Inga underarter finns listade.